# ...I Care Because You Do
...I Care Because You Do treći je studijski album elektroničkog glazbenika Richarda D. Jamesa pod pseudonimom Aphex Twin. Album je 24. travnja 1995. godine objavila diskografska kuća Warp Records. 
U vrijeme svoje objave ...I Care Because You Do popeo se na 24. mjesto Britanske ljestvice albuma i dobio pozitivne kritike; Entertainment Weekly, Spin i Rolling Stone komentirali su kako je bolji album od Jamesovog prethodnog uratka, Selected Ambient Works Volume II-a iz 1994. godine.

## Snimanje
Svakoj je skladbi na uratku pridružena godina nastanka, otkrivajući da su nastale između 1990. i 1994. godine.
Rolling Stone komentirao je kako glazba na albumu „nema veze s technom u bilo kojem njegovom poznatijem obliku” i da ju se može prikladnije usporediti s onom Johna Cagea ili Philipa Glassa nego s Mobyjevom ili The Orbovom, naknadno dodavši da je na ovom albumu Jamesova glazba postala „gušća i neobičnija”. Časopis je i napomenuo da je glazba na nosaču zvuka „najviše inspirirana Hip-hopom. Za Jamesa je tipično staviti ritam i udaraljke iznad svega drugoga.” Rolling Stone izjavio je 2004. godine da je rastuća količina bubnjeva na albumu bila inspirirana prisutnošću drum and bassa u Ujedinjenom Kraljevstvu.

## Objava
...I Care Because You Do bio je objavljen 24. travnja 1995. godine. Bio je objavljen na gramofonskoj ploči, CD-u i kazeti. Popeo se na 24. mjesto Britanske ljestvice albuma i ostao na njoj dva tjedna. Diskografska kuća 1972 ponovno ga je objavila u vinilnoj inačici 18. rujna 2012. godine. Warp je 8. listopada 2012. također ponovno objavio album na gramofonskoj ploči, ali s karticom za preuzimanje albuma s interneta.

## Popis pjesama
Tekstovi i glazba: Richard D. James. 
| 1.    | »Acrid Avid Jam Shred«       | 7:38 |
| 2.    | »The Waxen Pith«             | 4:50 |
| 3.    | »Wax the Nip«                | 4:19 |
| 4.    | »Icct Hedral (edit)«         | 6:07 |
| 5.    | »Ventolin (video version)«   | 4:29 |
| 6.    | »Come On You Slags!«         | 5:45 |
| 7.    | »Start as You Mean to Go On« | 6:05 |
| 8.    | »Wet Tip Hen Ax«             | 5:17 |
| 9.    | »Mookid«                     | 3:51 |
| 10.   | »Alberto Balsalm«            | 5:11 |
| 11.   | »Cow Cud Is a Twin«          | 5:34 |
| 12.   | »Next Heap With«             | 4:43 |
| 63:49 |                              |      |

| Digitalna inačica albuma s bonus pjesmama iz 2017. godine | Digitalna inačica albuma s bonus pjesmama iz 2017. godine | Digitalna inačica albuma s bonus pjesmama iz 2017. godine | Digitalna inačica albuma s bonus pjesmama iz 2017. godine | Digitalna inačica albuma s bonus pjesmama iz 2017. godine | Digitalna inačica albuma s bonus pjesmama iz 2017. godine | Digitalna inačica albuma s bonus pjesmama iz 2017. godine | Digitalna inačica albuma s bonus pjesmama iz 2017. godine | Digitalna inačica albuma s bonus pjesmama iz 2017. godine | Digitalna inačica albuma s bonus pjesmama iz 2017. godine |
| Br.                                                       | Skladba                                                   | Trajanje                                                  |                                                           |                                                           |                                                           |                                                           |                                                           |                                                           |                                                           |
| --------------------------------------------------------- | --------------------------------------------------------- | --------------------------------------------------------- | --------------------------------------------------------- | --------------------------------------------------------- | --------------------------------------------------------- | --------------------------------------------------------- | --------------------------------------------------------- | --------------------------------------------------------- | --------------------------------------------------------- |
| 1.                                                        | »Acrid Avid Jam Shred«                                    | 7:38                                                      |                                                           |                                                           |                                                           |                                                           |                                                           |                                                           |                                                           |
| 2.                                                        | »The Waxen Pith«                                          | 4:50                                                      |                                                           |                                                           |                                                           |                                                           |                                                           |                                                           |                                                           |
| 3.                                                        | »Wax the Nip«                                             | 4:19                                                      |                                                           |                                                           |                                                           |                                                           |                                                           |                                                           |                                                           |
| 4.                                                        | »Icct Hedral (edit)«                                      | 6:07                                                      |                                                           |                                                           |                                                           |                                                           |                                                           |                                                           |                                                           |
| 5.                                                        | »Ventolin (video version)«                                | 4:29                                                      |                                                           |                                                           |                                                           |                                                           |                                                           |                                                           |                                                           |
| 6.                                                        | »Come On You Slags!«                                      | 5:45                                                      |                                                           |                                                           |                                                           |                                                           |                                                           |                                                           |                                                           |
| 7.                                                        | »Start as You Mean to Go On«                              | 6:05                                                      |                                                           |                                                           |                                                           |                                                           |                                                           |                                                           |                                                           |
| 8.                                                        | »Wet Tip Hen Ax«                                          | 5:17                                                      |                                                           |                                                           |                                                           |                                                           |                                                           |                                                           |                                                           |
| 9.                                                        | »Mookid«                                                  | 3:51                                                      |                                                           |                                                           |                                                           |                                                           |                                                           |                                                           |                                                           |
| 10.                                                       | »Alberto Balsalm«                                         | 5:11                                                      |                                                           |                                                           |                                                           |                                                           |                                                           |                                                           |                                                           |
| 11.                                                       | »Cow Cud Is a Twin«                                       | 5:34                                                      |                                                           |                                                           |                                                           |                                                           |                                                           |                                                           |                                                           |
| 12.                                                       | »efil pearls ,e,+4«                                       | 5:57                                                      |                                                           |                                                           |                                                           |                                                           |                                                           |                                                           |                                                           |
| 13.                                                       | »winding road ,e,+4.1«                                    | 3:15                                                      |                                                           |                                                           |                                                           |                                                           |                                                           |                                                           |                                                           |
| 14.                                                       | »with my family [48k] *«                                  | 4:11                                                      |                                                           |                                                           |                                                           |                                                           |                                                           |                                                           |                                                           |
| 15.                                                       | »consta-lume«                                             | 7:04                                                      |                                                           |                                                           |                                                           |                                                           |                                                           |                                                           |                                                           |
| 16.                                                       | »merry maidens e,ru,ec +4«                                | 2:18                                                      |                                                           |                                                           |                                                           |                                                           |                                                           |                                                           |                                                           |
| 17.                                                       | »no cares [48k ] *«                                       | 2:49                                                      |                                                           |                                                           |                                                           |                                                           |                                                           |                                                           |                                                           |
| 18.                                                       | »consciousness utopia«                                    | 7:18                                                      |                                                           |                                                           |                                                           |                                                           |                                                           |                                                           |                                                           |
| 19.                                                       | »sekonda e,+2«                                            | 10:44                                                     |                                                           |                                                           |                                                           |                                                           |                                                           |                                                           |                                                           |
| 20.                                                       | »Next Heap With«                                          | 4:43                                                      |                                                           |                                                           |                                                           |                                                           |                                                           |                                                           |                                                           |
| 107:22                                                    |                                                           |                                                           |                                                           |                                                           |                                                           |                                                           |                                                           |                                                           |                                                           |

## Recenzije
Časopis Select nazvao ga je Jamesovim najboljim albumom od Surfing on Sine Wavesa i njegovim „najjasnijim do sad”. U recenziji je komentirao da je James bio u stanju „pretvoriti avangardu u pop” te da „stvara složenu suvremenu glazbu u najukusnijim jednostavnim oblicima”. The Sydney Morning Herald također je napisao pozitivnu recenziju, izjavivši: „Kao i uvijek, njegova paleta zvuka je očaravajuća, njegovi su aranžmani učinkoviti i promišljeni”.
Entertainment Weekly pohvalio je nosač zvuka i komentirao da je superioran Selected Ambient Works Volume II-u, koji je opisao  „drijemežom”. Časopis je kasnije u recenziji izjavio da ovaj uradak „stvara zvukove koji istovremeno opuštaju i zastrašuju – što je prikladna metafora za suvremenu borbu između tehnologije i ljudi koje ona zbunjuje.” Spin je također smatrao da je ...I Care Because You Do bolji od Selected Ambient Works Volume II-a jer je „zarezao u svestranu estetiku techna bez žrtvovanja smislenosti melodija ili ritma”. Spin je usto napomenuo da je za slušanje „doista odličnih” Jamesovih radova i dalje potrebno kupiti Selected Ambient Works 85–92. Rolling Stone dodijelio je albumu četiri od pet zvjezdica i komentirao da je James „stvarao jedne od najprivlačnijih i najvažnijih skladbi našega vremena.” Select je kasnije postavio album na 42. mjesto svojeg popisa najboljih albuma iz 1995. godine, opisujući album „iznenađujućom, zdravom briljantnosti popa.”
U retrospektivi Jamesova rada u The Rolling Stone Album Guideu Sasha Frere-Jones izjavila je da su novije skladbe na albumu bolje od ostalih. Justin Boreta iz grupe The Glitch Mob 2015. je godine pohvalio album zbog njegove „jukstapozicije između teške tame i nježne dubine”.

## Zasluge
| Aphex Twin - Richard D. James – glazba, naslovnica, produkcija, dizajn | Ostalo osoblje - John – dizajnerska pomoć |